# Rosella Sensi
Rosella Sensi (née le 18 décembre 1971, à Rome), qui a pour surnom « La Dottoressa », est une femme entrepreneur et une gestionnaire de sport en Italie.

## Biographie
Diplômée de la LUISS, Rosella Sensi occupe le poste de directeur général et, à partir du 28 août 2008, la présidence de l'AS Rome, dont son père, Franco Sensi, a été le président jusqu'au jour de sa mort, le 17 août 2008. Rosella Sensi est l'une des rares femmes à occuper ce poste dans un grand club européen.
Elle est en outre, conjointement à ses deux sœurs, présidente de la société Italpetroli, principal actionnaire de l'AS Rome.
Rosella Sensi est la deuxième femme à devenir présidente de l'AS Rome. Avant elle, Flora Viola, la veuve de Dino Viola, avait pris la relève à la mort de son mari en 1991. Rosella Sensi est actuellement l'une des deux femmes à diriger un club de football de Série A, l'autre étant Francesca Menarini (présidente de Bologne).
Depuis 2006, elle est vice-présidente de la Lega Calcio, l'organe de gestion du championnat d'Italie.
Lors de la saison 2008/2009 et surtout à l'abord de la saison suivante, Rosella Sensi est la cible d'une vive contestation de la part de supporters du club qui lui reprochent tant le salaire qu'elle se fait verser par la société (« Nous ne sommes pas sur la liste de paye », scandent les supporters de la Curva Sud) que le manque d'investissements dans le recrutement de nouveaux joueurs.

## Vie privée
Mariée le 23 avril 2007 à Marco Staffoli, Rosella Sensi est depuis le 31 mars 2009 mère d'une fille prénommée Livia.